# Team Win
Team Win은 TWRP(Team Win Recovery Project)를 개발한 회사이다. 리커버리 파일 제작 및 공유하는 회사이다.